# 부르즈 알 아랍
부르즈 알-아랍(아랍어: برج العرب, "아랍의 타워"라는 뜻 영어: Burj Al Arab) (다른 말로 버즈 알 아랍)은 아랍에미리트 두바이에 위치한 최고급 호텔이다. 부르즈 알 아랍은 주메이라 해변에서 조금 떨어진 인공섬 위에 건축되었는데, 두바이와는 곡선 모양의 전용 교량을 통해서 연결된다. 건물은 배의 부풀어오른 돛 모양을 형상화했으며, 두바이의 발전상을 대표하고 있다.
사이드 칼리가 건설하였으며, 현재는 주메이라 그룹이 이 호텔을 운영하고 있다. 건물은 WS 앳킨스 PLC의 탐 라이트(Tom Wright)가 설계하였다. 2008년 6월에 로즈 타워가 세계 최고 높이의 호텔로 등극하였다.

## 건축
부르즈 알-아랍의 건설은 1994년 시작되었다. 아랍 선박의 한 갈래인 다우의 돛 모양을 모방하였다. V자 모양을 한 두 개의 "날개"가 거대한 "돛대"를 형성하며 뻗어 나온다. 그 두 날개 사이의 공간은 커다란 아트리움으로 둘러싸인다. 건축가 탐 라이트가 다음과 같이 말한 바 있다: "건축주는 이 건물이 두바이의 우상이자 상징적인 건물이 되기를 원했다. 오스트레일리아 시드니에 있는 오페라 하우스라든지, 파리에 있는 에펠탑처럼 말이다. 두바이 하면 딱 떠오를만한 건물을 지어야 했다."
부르즈 알-아랍의 아키텍트(architect) 및 엔지니어링 컨설팅(engineering consultant) 업무는 영국 최대의 종합 컨설트(consultancy) 회사인 앳킨스가 맡았다. 부르즈 알-아랍의 건축에 있어서, 주계약자는 남아프리카 공화국의 머레이 & 로버츠(Murray & Roberts)였다. 건물의 건설비용은 15억 달러다.

## 특징
부르즈 알-아랍의 건축에는 공학적으로 의미 있는 고도의 기술이 들어가 있다. 부르즈 알-아랍은 해변에서 280 미터 떨어진 인공섬에 기반을 두고 있다. 기초를 튼튼히 하기 위해, 건축 시공사는 230개의 40미터 짜리 초장 콘크리트 파일들을 모래에 박아 넣었다. 건물의 기초는 암반에 의해 지지되고 있지 않고, 박아 넣은 파일 사이와 모래와의 마찰에 의해 지지되고 있다.
큰 돌들로 지표면에 지면 층을 만들었는데, 이것은 콘크리트 소재의 벌집 패턴으로 둘러싸이며, 벌집 패턴은 침식으로부터 건물 기초를 보호하는 역할을 한다. 바다 위로 육지를 만드는 데만 3년 여의 공사 기간이 필요하였으나, 그 위로 건물을 짓는 데에는 3년도 채 걸리지 않았다. 건물에는 7만 세제곱 미터의 콘크리트와 9천 톤의 강철이 재료로서 쓰였다.
건물 안에 있는 아트리움은 180m 높이다. 시공 단계에서는, 내부 온도를 낮추기 위해, 3개월 내지 6개월에 섭씨 0.5도 정도밖에 상승하지 않을 정도의 냉방을 하였다. 건축 기간 중 응축이 발생하여 건물 내에 구름이 생기는 것을 방지하기 위함이었다. 여러 개의 저온 공기 분출구를 갖춤으로써 일을 해결하였다. 이것들을 천장 쪽에서 시작하여 아래 쪽으로 향하게 하였고, 이것을 통해 1 미터 크기의 저온 에어 포켓(cold air pocket)을 아래로 내려 보내게 하였다. 이렇게 함으로써, 일종의 완충 대(buffer zone)을 만들어 냈으며, 큰 비용을 들이지 않고서도 내부의 온도를 조절할 수 있었다.  
부르즈 알-아랍은 멤브레인 외관(membrane façade)을 갖춘 세계에서 가장 높은 건물이기도 하다.

### 외관
부르즈 알-아랍은 강화 콘크리트 타워를 둘러싼 철골 외골격(exoskeleton)을 갖춘 타워이다. 아랍 선박의 한 갈래인 다우의 돛 모양을 모방하였다. V자 모양을 한 두 개의 "날개"가 거대한 "돛대"를 형성하며 뻗어 나온다. 양 날개 사이의 공간은 테플론(Teflon)으로 코팅된 파이버글래스 소재의 "돛"으로 둘러싸여 있다. 이 돛은 건물 앞면에서 굴곡을 이루며 안쪽에 아트리움을 형성한다. "돛"은 다이네온이라고 불리는 소재로 이루어져 있는데, 총면적은 14957 제곱미터 씩이나 하며, 2중 구조로 되어 있고, 12개의 패널로 나뉘어 수직으로 설치되어 있다. 천(structural fabrics)은 듀퐁 테플론(Teflon)으로 코팅되어 있어서, 사막의 강풍, 모래, 바람으로부터 보호받고 있다. 50년 이상 상태를 유지할 것으로 전망되었다.
낮 시간에는 하얀색 천(fabric) 때문에 호텔 안에는 부드럽고 우유빛 같은 빛이 들어온다. 투명한 유리로 처리했으면 눈이 멀 정도의 섬광이 비쳐졌을 것이고, 온도도 내내 상승했을 것이다. 밤 시간에는, 안팎으로 천(fabric)에는 (색이 변하는) 조명이 비쳐진다. 셰이크 막툼 빈 라시드 알 막툼(~2006년 1월)의 애도 기간에는, 앞에서 말한 조명 쇼가 잠시 중단된 바 있다.
건물 옥상 근처에는 헬리패드가 하나 설치되어 있다. 헬리패드는 캔틸레버에 의해 지지되고 있다. 이 헬리패드에서는 이 호텔의 주목할 만한 공개 행사가 몇 차례 열린 바 있다. 아이랜드 출신의 가수 로넌 키팅이 이 헬리패드 위에서 아이리스의 뮤직 비디오를 찍은 바 있다. 2004년 3월에는, 골프 선수 타이거 우즈가 헬리패드 위에서 페르시아만을 향해 몇 개의 골프공을 쳐 내기도 하였다. 2005년 2월에는 테니스 선수 로저 페더러와 안드레 아가시가 이 211m 높이의 헬리패드 위에서 시범 경기를 갖기도 하였다. 이 때, 이 헬리패드는 테니스 경기를 위해 임시로 잔디 코트로 바뀌기도 하였다. 헬리패드에는 난간이나 둘러싼 벽이 없어서 선수들이 (상대편을 지나쳐) 공을 멀리 보내면 (보통 이렇게 하여 점수를 따면) 공은 바로 아래로 떨어졌다.

### 내부
건물 내부(interior)는 KCA 인터내셔널의 쿠안 츄가 설계하였다. 그의 대표작은 브루나이 국왕 궁전, 두바이 국제 공항, 주메이라 비치 리조트 개발 사업, 마디나트 리조트 등등이다.
부르즈 알-아랍은 세계에서 가장 높은 아트리움을 갖추고 있다. 높이는 180m이다. 이 아트리움은 건물의 V-자 모양 스팬 사이에 형성되어 있다. 아트리움은 건물 내부를 압도하고 있으며, 내부 공간의 약 3분의 1을 차지한다. 1970년대와 1990년대 중반까지만해도 두바이 최고 높이의 건물이었던 두바이 국제 무역 센터이 안으로 들어갈 정도의 규모이다.
부르즈 알-아랍의 외관은 초-현대식 - 조각 같은 - 디자인을 갖추고 있는 데 반해, 내부 객실 공간은 동-서양의 사치스럽고 호화로운 건축 양식을 따랐다. 이 호텔은 8000제곱미터 면적의 22-캐럿 황금박(gold leaf)과 30여 종 2만 4천 제곱미터 면적의 대리석 등을 뽐내고 있다.
중2층(mezzanine) 로비에는 분수대가 하나 있는데, 이 분수대는 "3차원 이슬람 별 패턴"을 생성해내고 있다. 호텔의 레스토랑, 객실 사이 복도, 아트리움 천장 등지에서 널리 발견할 수 있는 아치들(Pointed arches)은 아랍 고전 건축 양식을 떠올리게 한다.

## 호텔

### 숙박 및 숙박 요금
그 규모에도 불구하고, 부르즈 알-아랍에는 28개의 2층 높이(double-storey) 층이 있으며,단지 202개의 베드룸 스위트(bedroom suites)만이 있을 뿐이다. 이 중에서 가장 작은 스위트는 면적이 약 169 제곱미터이고, 가장 큰 것은 780 제곱미터이다. 부르즈 알-아랍 호텔은 세계에서 가장 비싼 호텔 중 하나이다. 1박당 최저 1000 달러이며, 15000달러인 스위트도 있다. 로열 스위트가 가장 비싼데, 1박당 28000달러씩이나 한다.
객실(스위트)는 동서양의 건축 양식을 병치(juxtapose)하였다. 기둥은 백색 토스카나식이며, 나선형 계단에는 금박의 난간(레일)이 있고 대리석이 깔려있는데, 고전주의와 아르 누보(art nouveau) 모두에서 영향을 받은 것이다. 욕실은 스파 스타일인데, 욕실의 바닥과 벽면에는 아랍식 기하학 문양의 모자이크 장식이 새겨져 있다. 이러한 모자이크는 건물의 다른 내부 장식에서도 발견할 수 있다.

### 레스토랑
알 문타하(아랍어로 "최고", "궁극"이라는 뜻)는 페르시아만 해발 200m에 위치한 레스토랑이다. 두바이 시내를 내려다 볼 수 있다. 레스토랑은 마스트의 각 면에서 뻗은 27미터짜리 캔틸레버에 의해 지지되고 있다. 이곳으로는 파노라마 승강기를 이용하여 올라가야 한다.
알 마하라(아랍어로 굴이라는 뜻)은 약 3만 5000세제곱피트의 해수 대형 수족관을 지나가야 나온다. 이 수족관의 수조는 물체가 크게 보이는 현상을 막기 위해 약 18cm 두께의 아크릴 유리로 둘러싸여 있다. 알 마하라 레스토랑은 Condé Nast Traveler에 의해 세계의 최고 레스토랑 10개 중 한 개로 꼽혔다. 이 식당은 최근 유명한 주방장인 케빈 맥러플린을 채용하였다.

### 7성급 호텔
부르즈 알-아랍 호텔은 자칭 "7성급" 호텔이라고 알려져 있지만, 여행업계에서는 이 용어는 과장된 용어라고 간주된다. 일반적으로, 여행 안내서들과 호텔 등급 체계에서는 "별 다섯 개"가 만점이다. 부르즈 알-아랍 호텔의 공식 홈페이지에 가 봐도, 호텔 등급을 "5성 딜럭스 호텔"이라고 해 놓았다.

## 비평가들의 비평
부르즈 알 아랍은 많은 찬사도 얻었지만 그와 더불어 비판을 받기도 하였다. "건축을 어디까지 잘 할 수 있고 인상적으로 할 수 있는지를 증명하고 있는 건물이지만" 모순이 존재하기는 하는 것이다. 이는 호텔이 지나치게 사치스러운 것과 관련이 있다: (인용)"이러한 첨단 건축 기술에 대한 특별한 투자는, 야심찬 도시 구상이 갈 수 있는 영역을 더욱 더 넓혀주었다. 부유함의 힘 덕택이다." 또 다른 비평은 두바이 시까지 싸잡아 비평하고 있다: "호텔과 두바이 시 - 둘 다 무언가 실용주의를 누른 금전과 재물의 승리를 기념하는 기념물 같다. 모두 실속있는 것보다는 외양적인 것을 추구한다. " 다른 비평은 다음과 같이 말하고 있다: "상류층 부유의 상징으로서, 궁궐과 같은 수준의 인테리어를 함으로써, 부르즈 알 아랍 안에는 풍요함의 전시관이 하나 만들어졌다. 결과는 이른바 바로크 효과이다." 더 가디언 지의 샘 월라스튼(Sam Wollaston)은 부르즈 두바이를 다음과 같이 묘사하였다: "... 멋지지만, 끔찍하다. 어울리지 않은 옷을 입은 첨탑 같다 - 흥청망청 돈을 쓴, 이슬람식 라스베이거스 같다. 

## 머무른 적이 있었던 주요 인물
삼성그룹의 이건희 회장이 2006년에 부르즈 알 아랍에서 묵은 적이 있었는데, 당시에 TV가 전부 LG 것을 써서 직원에게 삼성으로 바꿔줄 순 없냐고 하니 호텔 측에서 그럴 수는 없다고 답했다. 이때 내가 묵을 방이라도 삼성 TV로 바꿔달라고 해서 그 객실에만 삼성 TV로 바꿨다. 또한 유튜버 허팝이 2019년에 부르즈 알 아랍에서 묵은 영상을 유튜브에 올렸다.

## 갤러리

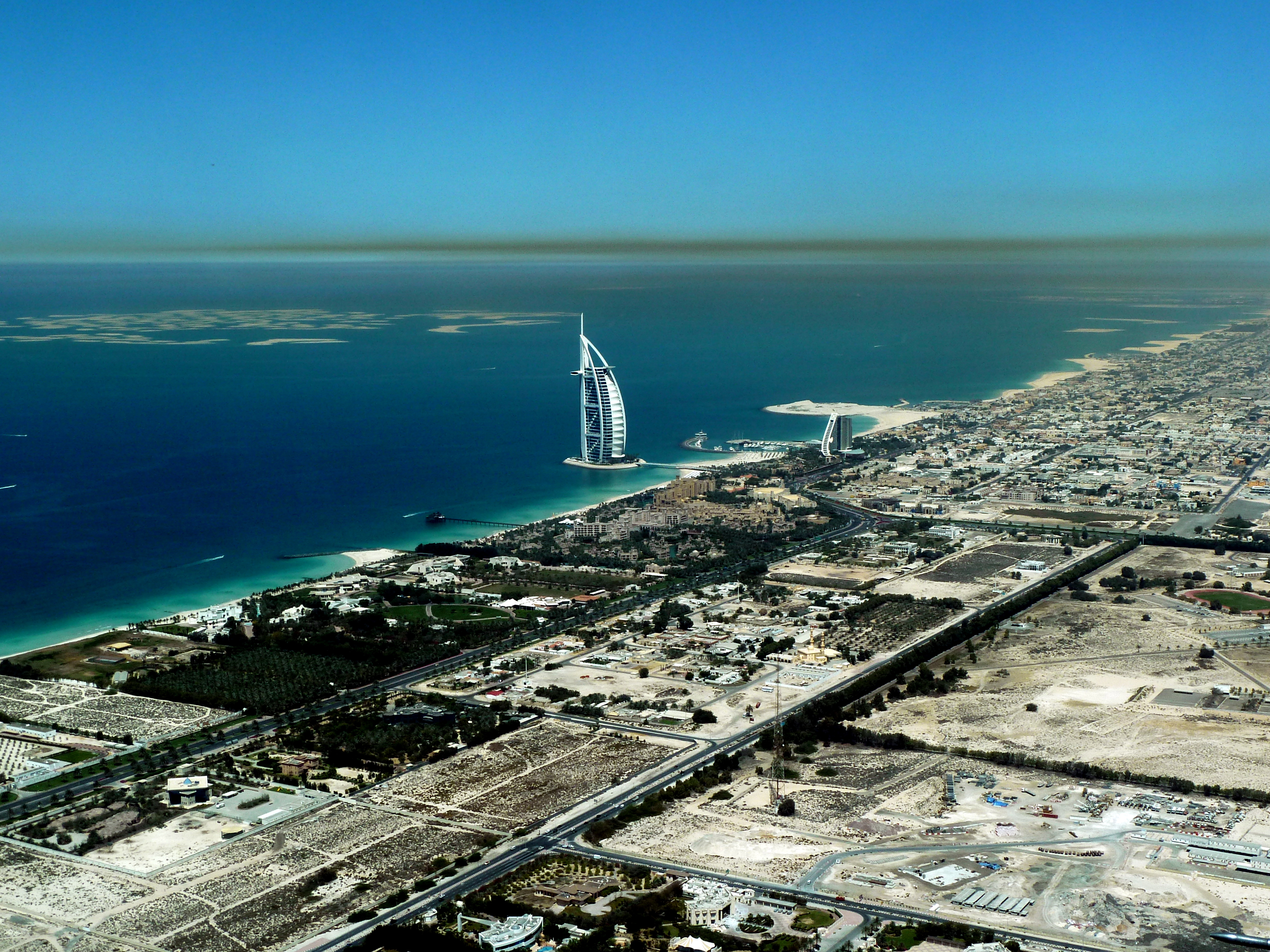
부르즈 알 아랍
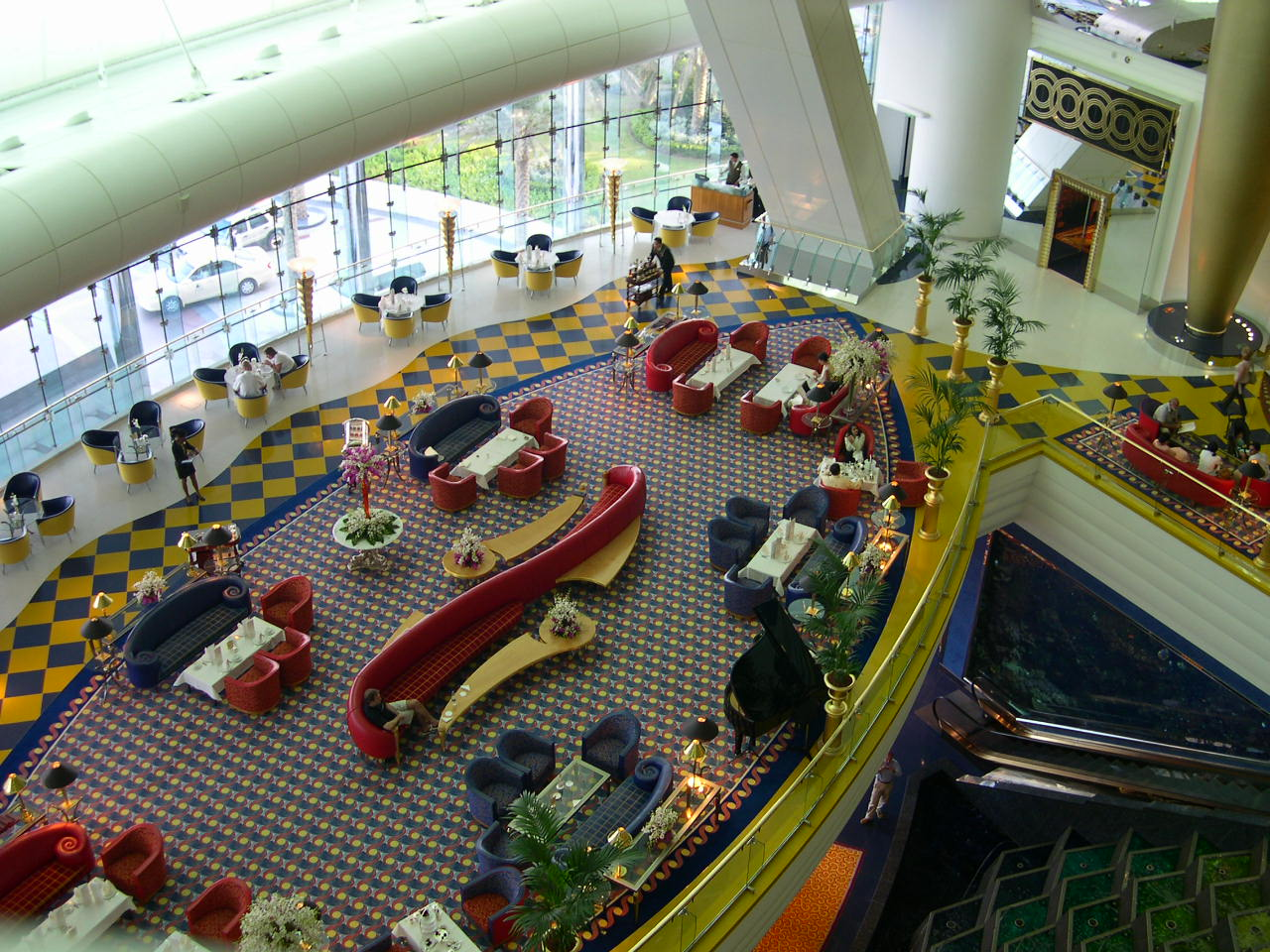
윗쪽 로비에서 내려다 본 로비

## 같이 보기
- 부르즈 할리파
- 팜 아일랜드 및 팜 주메이라
- 더 월드
- 두바이의 관광
- 주메이라
- 스핀네이커 타워
- 아랍에미리트의 마천루 목록
- 두바이의 마천루 목록
- 마천루 목록

### 참고 자료
- Rose, Steve. "Sand and Freedom", The Guardian, November 28, 2005, retrieved October 27, 2006.
- National Graphic Television. National Geographic: Megastructures, retrieved October 27, 2006.

### 공식 사이트
- 부르즈 알-아랍 - 공식 사이트
- 앳킨스 - 부르즈 알 아랍의 설계 및 엔지니어링
- 기네스북 세계 기록 - 부르즈 알-아랍 관련

### 비디오 및 사진
- 비디오 투어 부르즈 알-아랍 내부
- 사진과 상세 설명 - DubaiHotel.ws
- 부르즈 알-아랍 호텔의 포토 갤러리, 비디오 갤러리 - 건물 내-외부

### 지도 및 인공위성사진
- 구글 어스 보관됨 2008-05-15 - 웨이백 머신 - 부르즈 알-아랍의 3차원 모델
- 구글 맵스 - 부르즈 알-아랍의 인공위성 사진

### 헬리패드
- 헬리패드 위에서의 테니스
- 안드레 아가시와 로저 페더러 친선경기